# فردایی هم هست
فردایی هم هست (ایتالیایی: C'è ancora domani) ساخته پائولا کورتلزی، بازیگر، نویسنده و خواننده اهل ایتالیا است که در سال ۲۰۲۳ در اروپا به نمایش درآمد. فیلم سیاه‌وسفید فیلمبرداری شده و در ژانر کمدی-درام از نوع سینمای نئورئالیسم است.
این فیلم تا آوریل ۲۰۲۴ نزدیک ۴۰ میلیون دلار در سینماها فروش کرد و فروش بیشتری از باربی و اوپنهایمر داشت. فیلم همچنین برنده سه جایزه در جشنواره فیلم رم، روبان نقره‌ای ۲۰۲۴ و موفقترین فیلم سینمای ایتالیا در سال ۲۰۲۳ بوده است.

## داستان فیلم
دلیا (با بازی کورتلزی)، یک زن خانه‌دار و مادر است که آماج آزار جسمی و عاطفی همراه با خشونت شوهرش قرار دارد. وی در رم پس از جنگ در سال ۱۹۴۶، سالی که زنان ایتالیایی برای اولین بار توانستند رأی بدهند، در فقر زندگی می‌کند.